# Water Babies
«Water Babies» (с англ. — «Дети воды») — 52-й короткометражный фильм рисованного мультсериала Silly Symphonies, созданный Walt Disney Productions и выпущенный United Artists 11 мая 1935.

## Сюжет
Мультфильм начинается с открытия нескольких водяных лилий, на которых видны спящие дети. Младенцы немедленно просыпаются и прыгают в воду, за исключением одного неохотного рыжеволосого ребёнка, но его будят шлепки от его кувшинки. Дети неоднократно погружают в воду рыжеволосого мальчика. Затем раздается звук трубы, и все дети садятся на лебедей, рыб или листья-лодки и отправляются на берег, где они качаются на лианах и играют с животными. В одной сцене трое младенцев катаются на лягушках. В другой сцене ребёнок пытается бороться с очень большой лягушкой. Наконец малыши снова едут к своим кувшинкам и засыпают.

## Создатели
- Режиссер: Уилфред Джексон.
- Сценарист: Чарльз Кингсли.
- Продюсер: Уолт Дисней
- Аниматоры: Арт Бэббит, Ugo D'Orsi, Ник Джордж, Хью Хеннеси, Дик Хьюмер, Albert Hurter, Вольфганг Райтерман, Archie Robin, Луи Шмитт, Frenchy de Tremaudan, Рой Уильямс и Сай Янг.

## Озвучивание
- Мэрион Дарлингтон
- Leone Le Doux

## Релиз
- США — 11 мая 1935
- Германия — 26 августа 1935
- Италия — 1937
- Швеция — 1937

### На видео

#### VHS
- «Walt Disney Cartoon Classics»
  - «Silly Symphonies!»

#### Laserdisc
- «Walt Disney Cartoon Classics»
  - «Silly Symphonies!»
  - «Starring Silly Symphones: Animals Two by Two»

#### DVD
- «Walt Disney Treasures»
  - «Silly Symphonies»

## Прочее

### Продолжение
- 1938 — «Русалочки»

### Появляется
- 1997 — «Ink & Paint Club: Silly Symphonies Get Wet» — четвертый показанный мультфильм.